# Il gioco non vale la candela

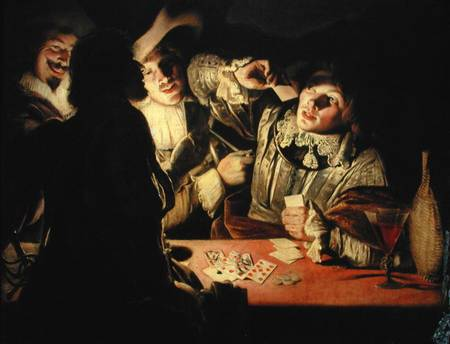
Giocatori di carte in un dipinto del 1620 di Adam de Coster

Il gioco non vale la candela è un'espressione idiomatica della lingua italiana. La locuzione è utilizzata quando si vuole esprimere la propria riluttanza a compiere un sacrificio che non farà ottenere un utile proporzionato.

## Origini della frase
Questa espressione è di origine medievale (del XVI secolo secondo altre fonti). A quei tempi era necessario usare candele o lampade ad olio per qualunque attività notturna e il costo delle candele, specialmente per le classi sociali più basse, poteva diventare una spesa considerevole. Era quindi consuetudine, per i giocatori di carte, lasciare una piccola somma (o a volte una vera e propria candela) al proprietario della casa che li ospitava o all'oste della locanda. Il modo di dire si diffuse rapidamente tra i giocatori d'azzardo, per indicare partite in cui si era perso molto denaro o nelle quali le vincite erano state così basse da non coprire nemmeno la piccola spesa lasciata per la candela.

## Espressioni idiomatiche con lo stesso significato
- Val più la spesa che l'impresa
- Il santo non vale la candela (variante usata nella Svizzera italiana)

## In altre lingue
- Inglese: It isn't worth the trouble/the game is not worth the candle
- Francese: Le jeu ne vaut pas la chandelle
- Polacco: Gra nie jest warta świeczki
- Russo: Игра не стоит свеч